# Ellika Mann
Malin Ellika Gudrun Mann Naumann, under en tid Mann-Blomgren, ogift Mann, född 9 december 1924 i Åkers styckebruk i Södermanland, död 16 december 2003 i Katarina församling i Stockholm, var en svensk skådespelare. 
Mann filmdebuterade 1944 i Gabriel Alws Kärlekslivets offer och kom att medverka i ett 25-tal film- och TV-produktioner. 
Hon var 1955–1974 gift med regissören och skådespelaren Bengt Blomgren (1923–2013) och från 1984 med den svenske dirigenten och tonsättaren i Malmö Siegfried Naumann (1919–2001). 
Ellika Mann och Siegfried Naumann är begravda på Malmö Sankt Pauli norra kyrkogård.

## Filmografi i urval
- 1944 – Kärlekslivets offer
- 1945 – Resan bort
- 1947 – Konsten att älska
- 1949 – Gatan
- 1950 – Den vita katten
- 1955 – Giftas
- 1956 – På heder och skoj
- 1956 – Sista natten
- 1956 – Krut och kärlek
- 1956 – Sjunde himlen
- 1956 – Flamman
- 1958 – Körkarlen
- 1958 – Mannekäng i rött
- 1959 – Ryttare i blått
- 1960 – Tre önskningar
- 1962 – En nolla för mycket
- 1963 – En söndag i september
- 1964 – Klänningen
- 1968 – Skammen
- 1969 – Klas Klättermus
- 1969 – Bokhandlaren som slutade bada
- 1973 – Elsa får piano
- 1976 – Scapins rackartyg
- 1978 – Bröllopsfesten

## Teater

### Roller (ej komplett)
| År   | Roll                      | Produktion                                             | Regi                | Teater                   |
| ---- | ------------------------- | ------------------------------------------------------ | ------------------- | ------------------------ |
| 1949 | Väninnan Sångerskan       | Lycko-Pers resa August Strindberg                      | Göran Gentele       | Dramaten                 |
| 1950 | Mlle Poussier             | Chéri Colette                                          | Mimi Pollak         | Dramaten                 |
| 1950 | Agda                      | Erik XIV August Strindberg                             | Alf Sjöberg         | Dramaten                 |
| 1951 | Cassy                     | Onkel Toms stuga Harriet Beecher Stowe                 | Carl-Henrik Fant    | Dramaten                 |
| 1951 | Kören: Kvinnan med pojken | Simon trollkarlen Tore Zetterholm                      | Arne Ragneborn      | Dramaten                 |
| 1952 | Skomakarens farmor        | Harlekino och Harlekina Else Fisher                    | Kurt-Olof Sundström | Dramaten                 |
| 1954 | Dorothy                   | Fadershjärtat (The Bread-Winner) W. Somerset Maugham   | Stig Torsslow       | Dramaten/ Folkparksturné |
| 1956 | Miep Gies                 | Anne Franks dagbok Frances Goodrich och Albert Hackett | Olof Molander       | Intiman                  |
| 1961 | Första svägerskan         | Yerma Federico García Lorca                            | Bengt Ekerot        | Dramaten                 |
| 1963 | Suky Krimskrams           | Tiggarens opera John Gay                               | Per-Axel Branner    | Dramaten                 |
| 1964 | Berte                     | Hedda Gabler Henrik Ibsen                              | Ingmar Bergman      | Dramaten                 |
| 1964 | Tai Yü Tredje nunnan      | Tre knivar från Wei Harry Martinson                    | Ingmar Bergman      | Dramaten                 |
| 1966 | Medverkande               | I afton improviserar vi Luigi Pirandello               | Mimi Pollak         | Dramaten                 |
| 1969 | Kokosch döende fru        | Bröllopsfesten (Hochzeit) Elias Canetti                | Donya Feuer         | Dramaten                 |
| 1971 | Dorothea                  | Modern Stanislaw Ignacy Witkiewicz                     | Alf Sjöberg         | Dramaten                 |
| 1979 | En arbeterska             | Kollontaj Agneta Pleijel                               | Alf Sjöberg         | Dramaten                 |
| 1980 | Fru Blascha               | Attest Pavel Kohout                                    | Hans Klinga         | Dramaten                 |

## Radioteater

### Roller
| År   | Roll                              | Produktion                                  | Regi          |
| ---- | --------------------------------- | ------------------------------------------- | ------------- |
| 1951 | Privatsekreterare Märta Hellström | Hillman & Son: Matt med damen Folke Mellvig | Lars Madsén   |
| 1953 | Amalia, skollärarinna             | Midsommar August Strindberg                 | Palle Brunius |
| 1954 | Bess                              | Pojken med kärran Christopher Fry           | Palle Brunius |